# 須崎町
須崎町（すさきちょう）は、高知県高岡郡にあった町。現在の須崎市の中心部にあたる。

## 地理
- 海洋：須崎湾
- 山岳：城山

## 歴史
- 1889年（明治22年）4月1日 - 町村制の施行により、須崎村・池ノ内村の区域をもって須崎町が発足。
- 1941年（昭和16年）1月1日 - 新荘村を編入。
- 1954年（昭和29年）10月1日 - 浦ノ内村・多ノ郷村・吾桑村・上分村と合併して須崎市が発足。同日須崎町廃止。

## 交通

### 鉄道路線
- 日本国有鉄道
  - 土讃線
    - 須崎駅

### 道路
- 国道197号（現・国道55号）